# Лопва (приток Мечкора)
Лопва — река в России, протекает в Кудымкарском районе Пермского края. Устье реки находится в 8 км по правому берегу реки Мечкор. Длина реки составляет 26 км. В 12 км от устья принимает слева реку Сылва.
Исток реки на Верхнекамской возвышенности на границе с Юрлинским районом в 13 км северо-западнее села Белоево. Исток находится на водоразделе бассейнов Иньвы и Косы, рядом берёт начало одноимённая река, но впадающая в Косу. Река течёт на юго-восток и восток, верхнее течение находится в ненаселённом лесном массиве, нижнее течение проходит по безлесой местности и плотно заселено. Протекает деревни Осипова, Лопвадор, Шадрина, Гордина, Исакова, Николичи, Бражкина, Ананьева. Впадает в Мечкор на южных окраинах села Белоево.

## Данные водного реестра
По данным государственного водного реестра России относится к Камскому бассейновому округу, водохозяйственный участок реки — Кама от города Березники до Камского гидроузла, без реки Косьва (от истока до Широковского гидроузла), Чусовая и Сылва, речной подбассейн реки — бассейны притоков Камы до впадения Белой. Речной бассейн реки — Кама.
По данным геоинформационной системы водохозяйственного районирования территории РФ, подготовленной Федеральным агентством водных ресурсов:
- Код водного объекта в государственном водном реестре — 10010100912111100008021
- Код по гидрологической изученности (ГИ) — 111100802
- Код бассейна — 10.01.01.009
- Номер тома по ГИ — 11
- Выпуск по ГИ — 1